# Champion Sound
Champion Sound er den eneste udgivelse fra duoen Jaylib (Madlib & J. Dilla).
Albummet blev produceret uden at kunstnerne var sammen i lange perioder, numrene blev opbygget langsomt, og sendt frem og tilbage over lang afstand, da Dilla boede i Detroit og Madlib boede i Los Angeles

## Nummerliste
1. L.A. to Detroit
2. McNasty Filth (featuring Frank-N-Dank)
3. Nowadayz
4. Champion Sound
5. The Red
6. Heavy
7. Raw Shit (featuring Talib Kweli)
8. The Official
9. The Heist
10. The Mission
11. React (featuring Quasimoto (Madlib))
12. Strapped (featuring Guilty Simpson)
13. Strip Club
14. The Exclusive (featuring Percee P)
15. Survival Test
16. Starz
17. No Games